# Entomofag
Entomofag (z grec. éntomon = owad i phageín = jeść), owadożerca – zwierzę lub rzadziej roślina odżywiające się owadami – zarówno larwami, poczwarkami, jak i dorosłymi owadami. Entomofagi dzieli się na pasożyty oraz drapieżniki.
Entomofagi mogą pełnić bardzo pożyteczną rolę jako naturalny czynnik oporu środowiska oraz stanowią alternatywę dla chemicznych środków ochrony roślin. W leśnictwie rola entomofagów jest niezastąpiona, gdyż są one regulatorem liczebności szkodników leśnych np. osnui  gwieździstej czy barczatki sosnówki. Jaja tych szkodników są niszczone przez kruszynka zwyczajnego. Do ważnych entomofagów należą także ptaki. Ich tryb życia oraz ilość pokarmu jaką mogą zjeść czynią z nich wartościowych sprzymierzeńców w walce z różnymi szkodnikami. Dobrym przykładem jest tutaj kowalik, który żeruje w strefie pni.
Entomofagi wśród zwierząt (przykłady):
- wije
- roztocze
- pająki i kosarze
- owady:
  - drapieżniki:
    - chrząszcze – biegaczowate, biedronki, omarlicowate, przekraskowate
    - błonkoskrzydłe – mrówki
    - muchówki – łowikowate
    - sieciarki – larwa złotooka
    - pluskwiaki różnoskrzydłe

  - pasożyty:
    - błonkoskrzydłe – gąsieniczniki, męczelkowate, bleskotkowate, tybelkowate (tybelek)
    - muchówki – bujankowate, rączycowate
- kręgowce:
  - płazy – ropuchy, żaby, huczki
  - gady
  - ptaki – muchołówki, sikory, szpaki, sowy, wikłacze, kukułki
  - ssaki:
    - nietoperze
    - owadożerne – jeże, krety, ryjówki
    - gryzonie – myszy, nornice
    - parzystokopytne – dziki

Entomofagi wśród roślin (przykłady):
- rośliny owadożerne – muchołówka, rosiczka, kapturnica

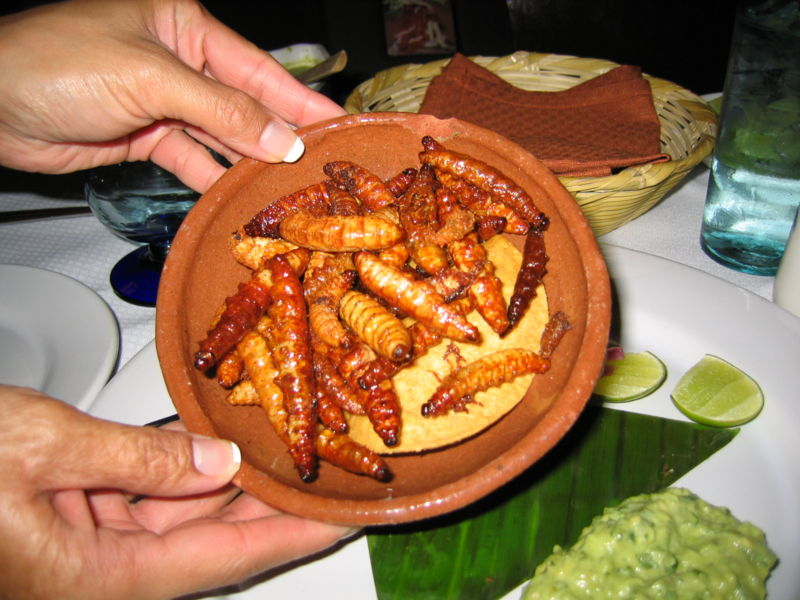
Meksykańskie gusanos – larwy Aegiale sp.

Jedzenie owadów (entomofagia) jest popularne również wśród ludzi w wielu kulturach.